# لئون لئونوود بین
لئون لئونوود بین (انگلیسی: Leon Leonwood Bean؛ ۱۳ اکتبر ۱۸۷۲ – ۵ فوریهٔ ۱۹۶۷) کارآفرین اهل ایالات متحده آمریکا بود، که در سال ۱۹۱۲ شرکت ال.ال.بین را تأسیس کرد.